# Дхап
Дхап (бенг. ঢেপা নদী) — протока в северной части Бангладеш. Протекает по области Рангпур. Длина реки составляет 40 км.
Отходит от Атрая справа, течет к югу от города Биргандж, протекает через храм Кантаджи на юге и впадает слева в реку Пунарбхабу в месте под названием Бангибеча, у города Динаджпур.
В реке отмечено обитание 61 вида рыб; большая часть из них относится к отрядам карпообразных, сомообразных, окунеобразных. 43 % видов относятся к семейству карповых.
Климат в этом районе влажный субтропический. Средняя годовая температура в этом районе составляет 22 °C. Самый теплый месяц — август, средняя температура составляет 27 °C, а самый холодный — январь с 17 °C, среднегодовое количество осадков составляет 1918 миллиметров. Самый дождливый месяц — сентябрь, выпадает в среднем 395 мм осадков, а самый сухой — декабрь, когда выпадает 1 мм осадков.